# Leaves and Flowers
Leaves and Flowers (abreviado Leaves Flowers) es un libro con ilustraciones y descripciones botánicas que fue escrito por el botánico estadounidense Alphonso W. Wood y publicado en el año 1863.